# Leonidas Alaoglu
Leonidas Alaoglu (Red Deer, 19 marzo 1914 – agosto 1981) è stato un matematico canadese, conosciuto per il suo risultato sulla compattezza nella topologia debole* della sfera unitaria di uno spazio duale normato.